# Orizuru

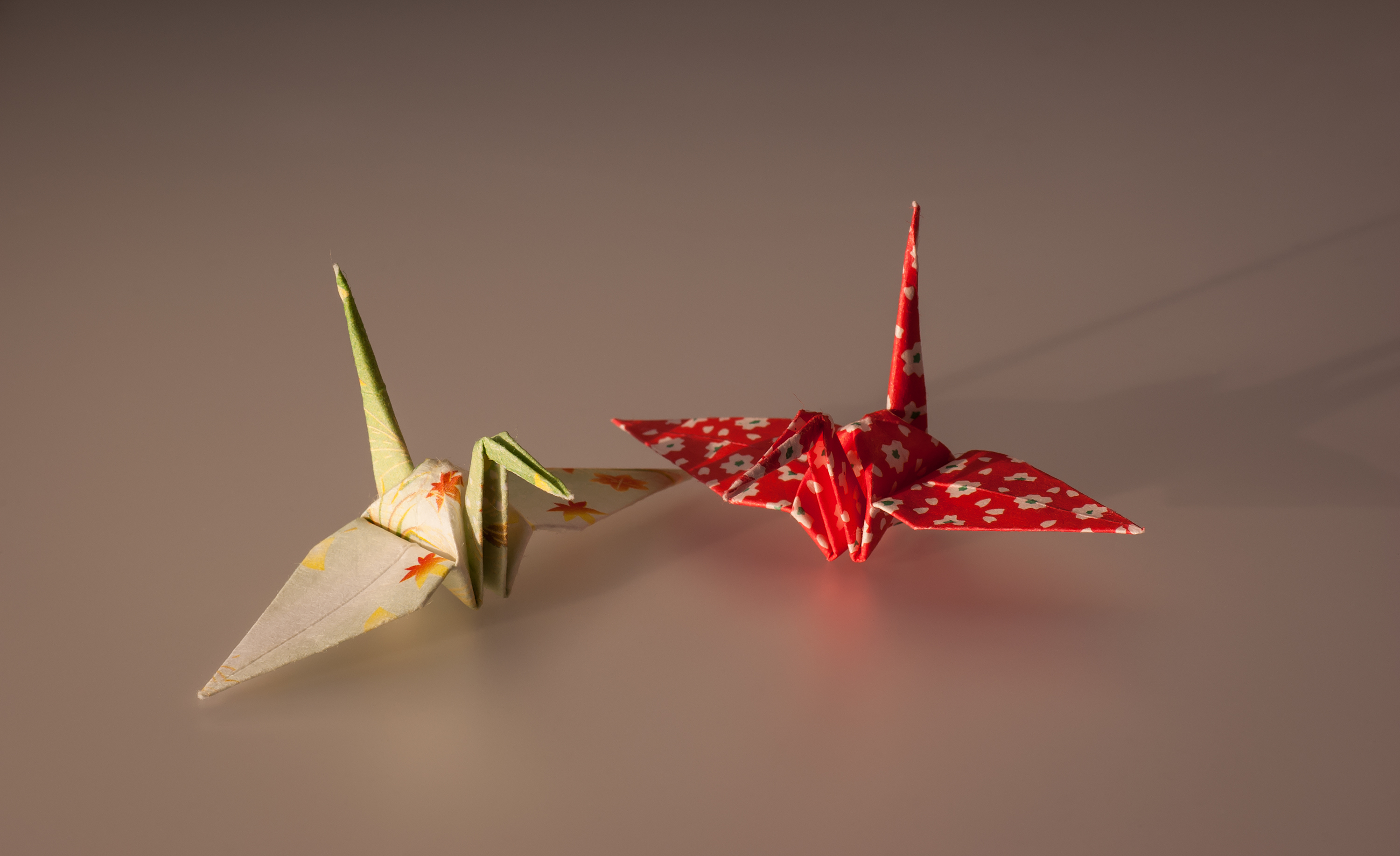
Papierkraniche

Der Orizuru (anhörenⓘ; 折鶴 ori – „gefaltet“, tsuru „Kranich“), Origami-Kranich oder Papierkranich, ist ein Design, das als das klassischste aller japanischen Origami gilt. In der japanischen Kultur wird angenommen, dass seine Flügel Seelen ins Paradies tragen, und es handelt sich um eine Darstellung des japanischen Mandschurenkranichs, der in der japanischen Kultur als „Ehrwürdiger Lord-Kranich“ bezeichnet wird. Es wird oft als zeremonielle Verpackung oder Tischdekoration in Restaurants verwendet. Tausend aneinandergereihte Orizuru werden Senbazuru (千羽鶴) genannt, was „tausend Kraniche“ bedeutet und es heißt, dass jemand, der tausend Kraniche faltet, einen Wunsch erfüllt bekommt.
Die Bedeutung von Senbazuru wird in „Sadako and the Thousand Paper Cranes“ hervorgehoben, einer klassischen Geschichte, die auf dem Leben von Sadako Sasaki, einem Hibakusha-Mädchen in Hiroshima, basiert, und später in dem Buch „The Complete Story of Sadako Sasaki: and the Thousand Paper Cranes“. Seitdem wurden Senbazuru und die kollektive Anstrengung, es zu vollenden, als Synonyme für „Wunsch nach Genesung“ oder „Wunsch nach Frieden“ anerkannt. Das Friedensmuseum Hiroshima zeigt zwei handgefertigte Papierkräne, die Präsident Barack Obama dem Museum bei seinem Besuch in der Stadt im Jahr 2016 zusammen mit seiner Botschaft überreichte.

## Renzuru

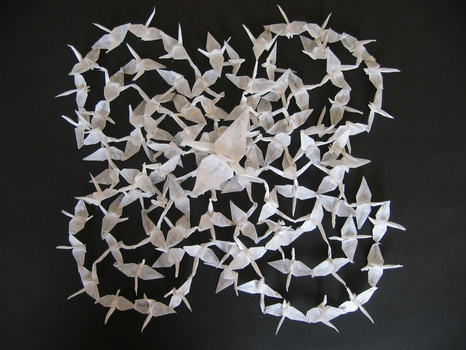
Renzuru, "HYAKKAKU (Hunter Kraniche)" in der Hiden Senbazuru Orikata

Der Begriff Renzuru (連鶴, „verbundene Kraniche“) bezieht sich auf eine Origami-Technik, bei der man mehrere Kraniche aus einem einzigen Blatt Papier (normalerweise quadratisch) faltet und dabei eine Reihe strategischer Schnitte anwendet, um ein Mosaik aus halb getrennten kleineren Quadraten aus dem ursprünglich größeren quadratischen Papier zu bilden Die resultierenden Kraniche werden aneinander befestigt (z. B. an den Spitzen der Schnäbel, Flügel oder Schwänzen) oder an der Körperspitze (z. B. ein Kranichbaby, das auf dem Rücken seiner Mutter sitzt). Der Trick besteht darin, alle Kraniche zu falten, ohne die kleinen Papierbrücken zu zerbrechen, die sie miteinander verbinden, oder in manchen Fällen überschüssiges Papier effektiv zu verbergen.
Typische Renzuru-Konfigurationen umfassen einen Kreis aus vier oder mehr Kränen, die an den Flügelspitzen befestigt sind. Eine der einfachsten Formen, die aus einem halben Quadrat (2×1 Rechteck) besteht, das von einer der Längsseiten zur Hälfte durchgeschnitten wird, ergibt zwei Kraniche, die sich einen ganzen Flügel teilen und vertikal zwischen ihren Körpern positioniert sind; Kopf und Schwanz können in die gleiche oder entgegengesetzte Richtung zeigen. Dies ist als Imoseyama bekannt. Wenn die Kraniche aus auf jeder Seite unterschiedlich gefärbtem Papier hergestellt werden, haben sie unterschiedliche Farben.
Diese Origami-Technik wurde erstmals in einem der ältesten bekannten Origami-Bücher, dem Hiden Senbazuru Orikata (1797), illustriert. (Aktualisierte Diagramme aus diesem frühen Werk finden sich in einem aktuellen Buch des japanischen Origami-Autors Kunihiko Kasahara.)

## Den Orizuru falten

Anleitung zum Falten des Origami-Kranichs unter Verwendung des Yoshizawa-Randlett-Notationssystems.